# Unione Sportiva Lecce 2019-2020

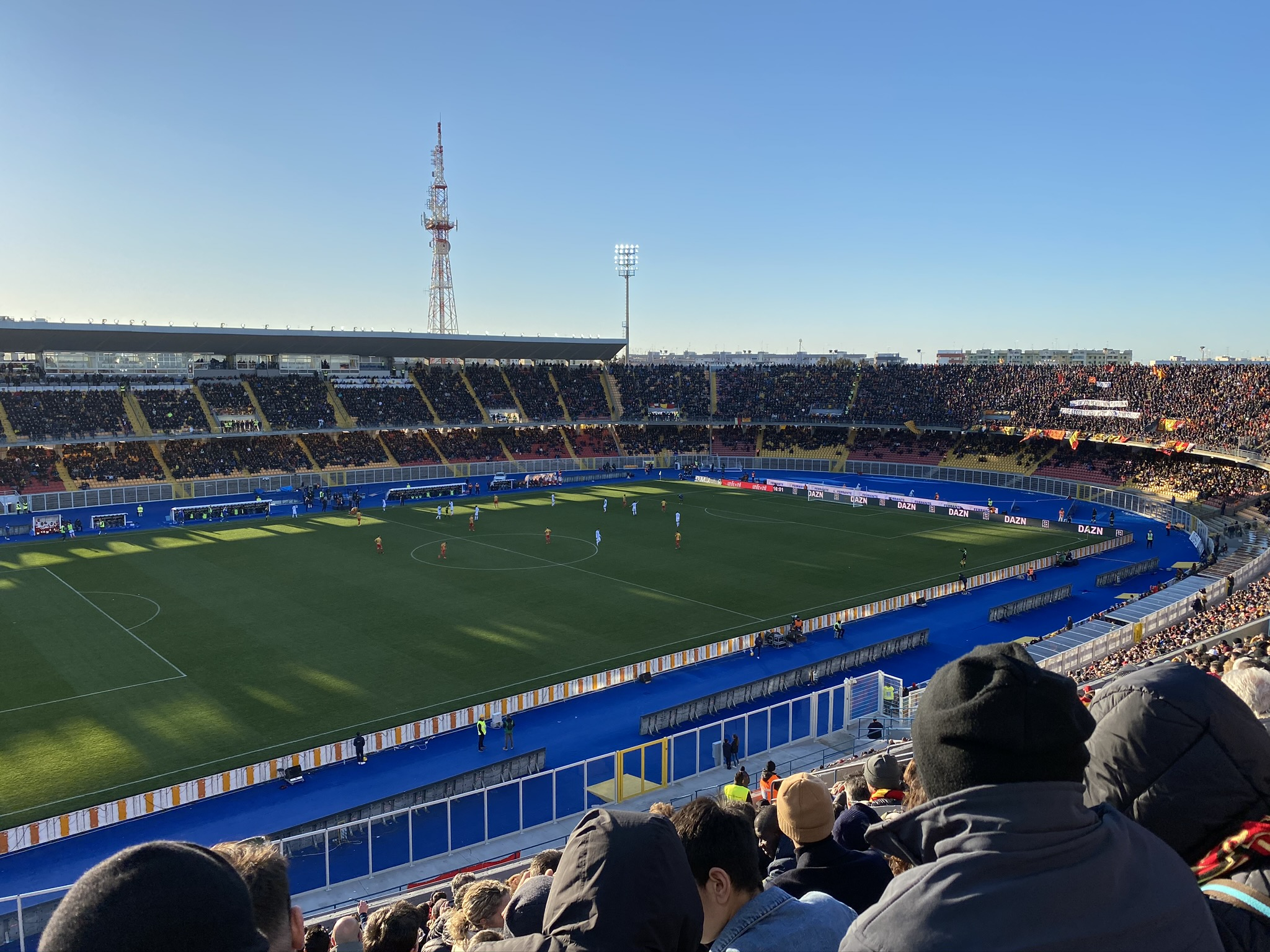
Lecce e in campo al Via del mare nel febbraio 2020, durante la partita poi vinta dai salentini per 2-1.

Questa voce raccoglie le informazioni riguardanti l'Unione Sportiva Lecce nelle competizioni ufficiali della stagione 2019-2020.

## Stagione
Ottenuta la promozione dal torneo cadetto, il Lecce torna a calcare le scene della Serie A dopo sette anni. L'allenatore Fabio Liverani è confermato in panchina per il terzo anno di fila. L'entusiasmo del pubblico salentino è confermato dai 18 662 abbonamenti sottoscritti, cifra record per il club leccese, che batte di gran lunga il primato che resisteva dalla stagione 1985-1986, quella dell'esordio dei giallorossi in massima serie.
L'esordio stagionale in gare ufficiali coincide con il terzo turno di Coppa Italia, in cui i giallorossi eliminano la Salernitana battendola per 4-0 al Via del mare. Sconfitto all'esordio in campionato al Meazza contro l'Inter (4-0), il Lecce è battuto anche nella gara seguente, quella dell'esordio casalingo in campionato, contro il Verona (0-1).  La prima vittoria in campionato arriva il 16 settembre, alla terza giornata in casa del Torino (1-2). Dopo un'altra sconfitta interna, il Lecce vince per la seconda volta di fila fuori casa, imponendosi per 3-1 sul campo della SPAL. In questa partita Marco Mancosu, il capitano giallorosso, con una doppietta (entrambi i gol su calcio di rigore), eguaglia Luis Muriel, anch'egli, nel 2011-2012, a segno con il Lecce in tre giornate consecutive in massima serie. Prima di Mancosu, l'unico giocatore del Lecce ad aver realizzato almeno quattro gol nelle prime cinque giornate di Serie A era stato Valeri Božinov (4 gol nelle prime 3 partite) nel 2004-2005; inoltre con questa partita, per la prima volta in Serie A, la squadra giallorossa ha vinto due delle prime tre trasferte. Il primo punto dei salentini al Via del mare data al 26 ottobre, alla nona giornata, contro la capolista Juventus (1-1), fermata dopo cinque vittorie consecutive. Il 3 novembre 2019, con il pareggio interno per 2-2 contro il Sassuolo, la serie di pareggi consecutivi del Lecce in massima divisione si allunga a quattro partite, evento accaduto solo nell'aprile 1989, serie di partite patte che fecero parte di una serie di otto risultati utili consecutivi; la striscia si interrompe alla giornata successiva, all'Olimpico di Roma, nella discussa partita contro la Lazio. Eliminata al secondo turno di Coppa Italia dalla SPAL a dicembre, la squadra giallorossa chiude il girone d'andata con quattro sconfitte consecutive, ma riesce ad arrivare al "giro di boa" al diciassettesimo posto, un punto sopra la zona retrocessione.
La prima vittoria casalinga del Lecce (dopo cinque pareggi e cinque sconfitte in casa) arriva il 2 febbraio, alla ventiduesima giornata, per 4-0 contro il Torino: si tratta della vittoria con maggiore scarto del club salentino in Serie A (eguagliato il primato stabilito con Lecce-Atalanta 5-1 del 31 ottobre 1993). Seguono altre due vittorie di fila, in trasferta contro il Napoli (2-3) e in casa contro la SPAL (2-1), che consentono ai giallorossi di eguagliare la striscia di tre vittorie consecutive in massima serie stabilita in precedenza solo nella stagione 2003-2004. Il 1º marzo 2020, perdendo per 2-7 contro l'Atalanta, la squadra salentina stabilisce un nuovo record, questa volta negativo: la sconfitta casalinga del Lecce con maggiore scarto in Serie A. Stante la sospensione della stagione per l'emergenza COVID-19, la compagine giallorossa torna in campo il 22 giugno contro il Milan, per poi prolungare il ciclo di sconfitte consecutive a sei. Alla trentunesima giornata, il 7 luglio, battendo per 2-1 la Lazio seconda in classifica, la squadra di Liverani esce nuovamente dalla zona retrocessione, ma nel successivo turno, pareggiando sul campo del Cagliari, viene scavalcata dal Genoa, vittorioso contro la SPAL. Lo scontro diretto tra genovesi e leccesi della trentaquattresima giornata, al Ferraris, arride ai liguri, che si impongono per 2-1, portandosi a +4 sui pugliesi terzultimi a quattro giornate dalla fine del campionato. Il distacco scende a un solo punto quando il Lecce vince alla penultima giornata sul campo dell'Udinese (1-2), approfittando del contemporaneo rovescio dei liguri in casa del Sassuolo (5-0), ma il club salentino retrocede in Serie B in seguito alla vittoria del Genoa sul Verona (3-0) all'ultima giornata, successo che avrebbe reso vana anche una vittoria dei giallorossi, comunque sconfitti in casa dal Parma (3-4) all'ultimo turno.

## Divise e sponsor

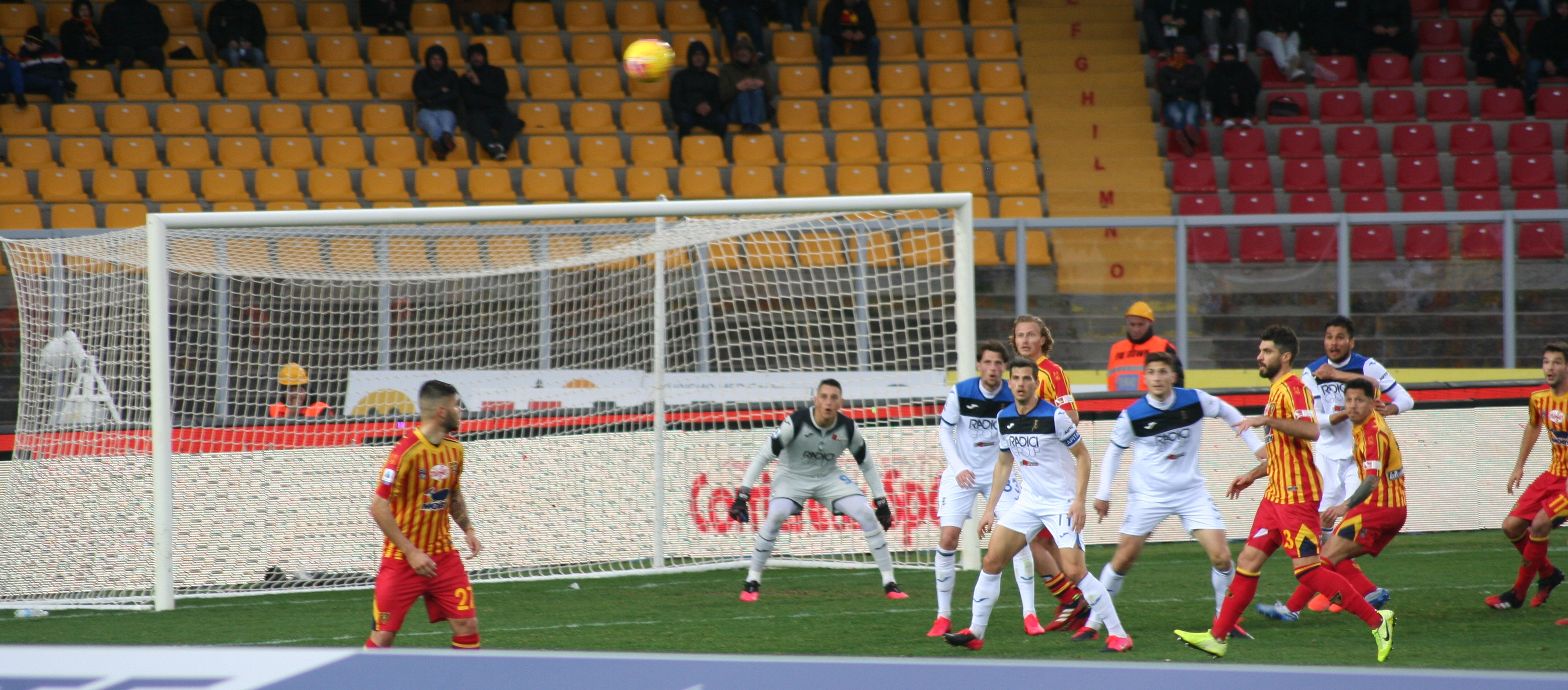
Azione di attacco del Lecce, con la divisa casalinga 2019-2020, contro l', allo Stadio Via del mare il 1º marzo 2020

Come sponsor tecnico per la stagione 2019-2020 è confermato il marchio M908, autoprodotto.
| Casa | Trasferta | Terza maglia |

## Organigramma societario
ORGANI DI AMMINISTRAZIONE E CONTROLLO
Consiglio di amministrazione
- Presidente: Saverio Sticchi Damiani
- Vicepresidenti: Alessandro Adamo e Corrado Liguori
- Amministratori: Dario Carofalo, Silvia Carofalo, Salvatore De Vitis, Paola Del Brocco, Maria Rosaria Olive, Alessandro Onorato.

Collegio sindacale
- Presidente: Giuseppe Tamborrino
- Sindaci effettivi: Lauretana Fasano, Domenico Massimo Mangiameli
- Sindaci supplenti: Giuseppe Quarta, Giovanni Santoro

Management
- Direttore Generale: Giuseppe Mercadante
- Direttore Amministrazione, Finanza e Controllo: Chiara Carrozzo
- Responsabile Area Legale: Domenico Zinnari
- Direttore Sportivo: Mauro Meluso
- Team Manager: Claudio Vino
- Coordinatore Settore Giovanile: Gennaro Delvecchio
- Segretario Sportivo: Rosario Imparato
- Segretario Settore Giovanile: Gianluca De Pascalis
- Responsabile Biglietteria e Vice Delegato Sicurezza: Angelica De Mitri
- Delegato Sicurezza e Stadium Manager: Donato Provenzano
- Responsabile Comunicazione: Andrea Ferrante
- Responsabile Marketing: Andrea Micati
- Amministrazione: Alessandro Tondi
- Slo: Giovanni Apollonio
- Fotografo Ufficiale: Marco Lezzi

STAFF TECNICO
- Allenatore: Fabio Liverani
- Allenatore in seconda: Manuel Coppola
- Collaboratori tecnici: Cesare Bovo, Federico Fabellini
- Preparatori dei portieri: Luigi Sassanelli
- Preparatori atletici: Maurizio Cantarelli, Alessandro Bulfoni
- Match Analyst: Giuseppe Cappello
- Responsabile Sanitario: Giuseppe Palaia
- Medici Sociali: Giuseppe Congedo, Francesco Marti, Antonio Tondo
- Massofisioterapisti: Graziano Fiorita, Francesco Soda
- Fisioterapisti: Marco Camassa, Emilio Meucci
- Osteopata: Danilo Franco
- Responsabile magazziniere: Giovanni Fasano
- Magazzinieri: Pasquale Quarta, Roberto Raho

## Rosa
Aggiornata al 21 febbraio 2020. In corsivo i calciatori ceduti a stagione in corso.
| N. |                        | Ruolo | Calciatore               |
| -- | ---------------------- | ----- | ------------------------ |
| 2  | Italia (bandiera)      | D     | Davide Riccardi          |
| 3  | Colombia (bandiera)    | D     | Brayan Vera              |
| 4  | Italia (bandiera)      | C     | Jacopo Petriccione       |
| 5  | Italia (bandiera)      | D     | Fabio Lucioni            |
| 6  | Romania (bandiera)     | D     | Romario Benzar           |
| 6  | Argentina (bandiera)   | D     | Nehuén Paz               |
| 7  | Italia (bandiera)      | D     | Giulio Donati            |
| 7  | Paesi Bassi (bandiera) | C     | Thom Haye                |
| 8  | Italia (bandiera)      | C     | Marco Mancosu (capitano) |
| 9  | Italia (bandiera)      | A     | Gianluca Lapadula        |
| 10 | Italia (bandiera)      | A     | Filippo Falco            |
| 11 | Ucraina (bandiera)     | C     | Jevhen Šachov            |
| 13 | Italia (bandiera)      | D     | Luca Rossettini          |
| 14 | Italia (bandiera)      | C     | Alessandro Deiola        |
| 14 | Croazia (bandiera)     | D     | Luka Dumančić            |
| 15 | Italia (bandiera)      | D     | Ilario Monterisi         |
| 16 | Italia (bandiera)      | D     | Biagio Meccariello       |
| 17 | Brasile (bandiera)     | A     | Diego Farias             |
| 18 | Italia (bandiera)      | D     | Roberto Pierno           |
| 18 | Italia (bandiera)      | C     | Riccardo Saponara        |
| 19 | Italia (bandiera)      | A     | Andrea La Mantia         |

| N. |                         | Ruolo | Calciatore            |
| -- | ----------------------- | ----- | --------------------- |
| 20 | Lituania (bandiera)     | A     | Edgaras Dubickas      |
| 21 | Brasile (bandiera)      | P     | Gabriel               |
| 22 | Italia (bandiera)       | P     | Mauro Vigorito        |
| 23 | Italia (bandiera)       | C     | Andrea Tabanelli      |
| 25 | Italia (bandiera)       | D     | Antonino Gallo        |
| 27 | Italia (bandiera)       | D     | Marco Calderoni       |
| 28 | Italia (bandiera)       | D     | Riccardo Fiamozzi     |
| 28 | Italia (bandiera)       | A     | Samuele Oltremarini   |
| 29 | Italia (bandiera)       | D     | Andrea Rispoli        |
| 30 | Senegal (bandiera)      | A     | Khouma El Babacar     |
| 32 | Italia (bandiera)       | A     | Simone Lo Faso        |
| 34 | Italia (bandiera)       | C     | Sergio Maselli        |
| 35 | Italia (bandiera)       | A     | Salvatore Rimoli      |
| 37 | Slovenia (bandiera)     | C     | Žan Majer             |
| 39 | Italia (bandiera)       | D     | Cristian Dell'Orco    |
| 40 | Romania (bandiera)      | P     | Razvan Sava           |
| 72 | Rep. Ceca (bandiera)    | C     | Antonín Barák         |
| 77 | Grecia (bandiera)       | C     | Panagiōtīs Tachtsidīs |
| 85 | RD del Congo (bandiera) | C     | Giannelli Imbula      |
| 95 | Italia (bandiera)       | P     | Marco Bleve           |
| 97 | Italia (bandiera)       | P     | Gianmarco Chironi'    |

## Calciomercato

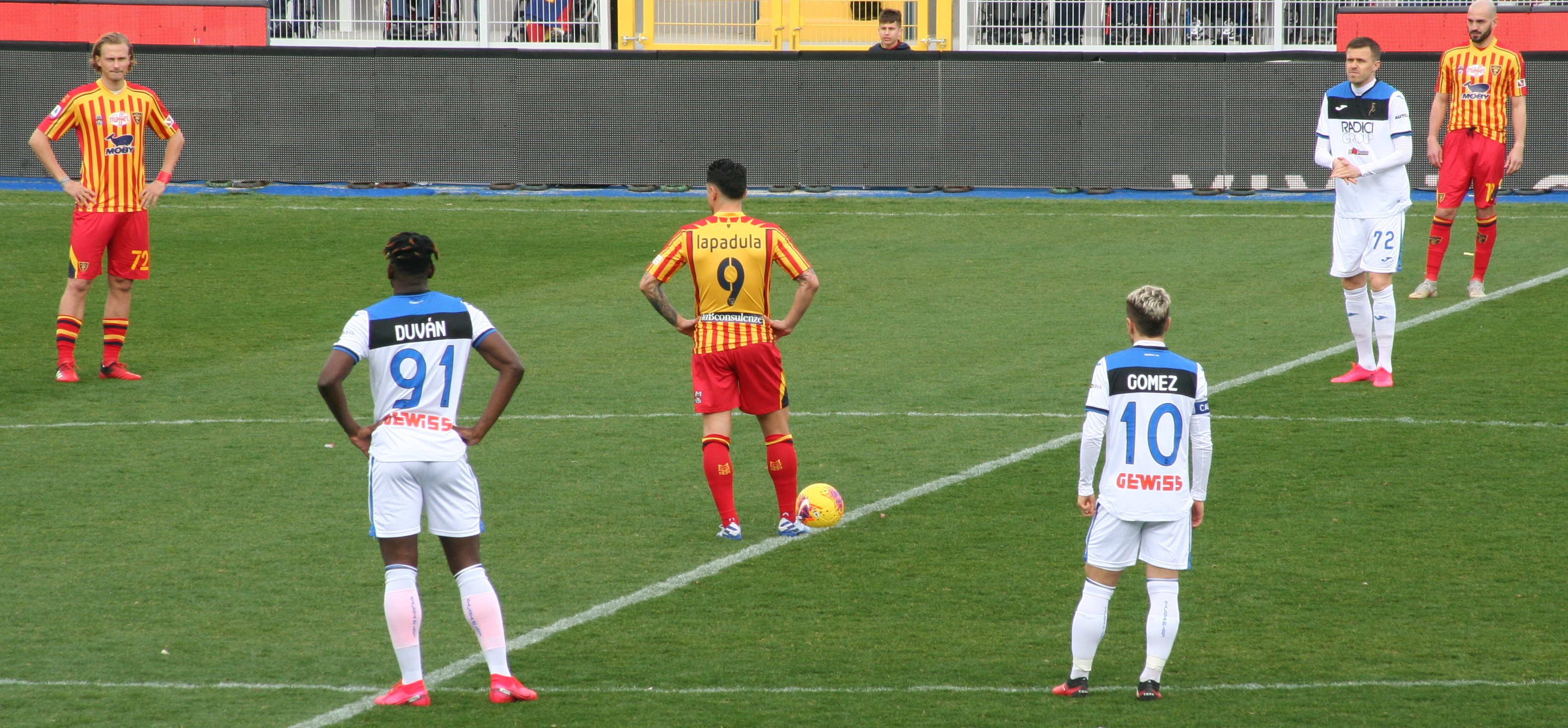
In alto, a sinistra e a destra, Barak e Saponara, due acquisti della sessione invernale, in campo il 1º marzo 2020 al Via del mare contro l'

Come avvenuto nell'estate precedente, la dirigenza innesta vari elementi nell'ossatura della squadra che ha ottenuto la promozione. Perso Lorenzo Venuti, tornato alla Fiorentina per fine prestito, nel Salento arrivano, tra gli altri, oltre al portiere Gabriel, prelevato dal Perugia, e Cristian Dell'Orco, in prestito dal Sassuolo, anche Jevhen Šachov, Romario Benzar e Giannelli Imbula, provenienti da campionati esteri, e elementi con esperienza in Serie A quali Andrea Rispoli, Luca Rossettini, Gianluca Lapadula, Diego Farias e, l'ultimo giorno della sessione estiva di calciomercato, Khouma El Babacar. Il 16 dicembre successivo mette sotto contratto lo svincolato Giulio Donati, che rientra nella squadra giallorossa dopo otto anni.
Nella sessione invernale del calciomercato la società giallorossa rinforza il centrocampo, prelevando Alessandro Deiola in prestito dal Cagliari, Riccardo Saponara in prestito dal Genoa e Antonín Barák in prestito dall'Udinese, oltre al difensore Nehuén Paz in prestito dal Bologna, mentre cede Romario Benzar al Perugia e alcuni dei protagonisti della promozione dei giallorossi in massima serie, Andrea La Mantia, Riccardo Fiamozzi e Andrea Tabanelli, che si accasano in Serie B. A febbraio lascia il Lecce anche Giannelli Imbula, che rescinde il contratto con il club.
Fonte: Transfermarkt

### Sessione estiva(dall'1/7 al 2/9)
| Acquisti | Acquisti              | Acquisti          | Acquisti                                   |
| R.       | Nome                  | da                | Modalità                                   |
| -------- | --------------------- | ----------------- | ------------------------------------------ |
| P        | Gabriel               | Perugia           | definitivo                                 |
| P        | Gianmarco Chironi     | Virtus Verona     | fine prestito                              |
|          | Romario Benzar        | FCSB              | definitivo                                 |
| D        | Biagio Meccariello    | Brescia           | definitivo                                 |
| D        | Brayan Vera           | Itagui Leones     | definitivo                                 |
| D        | Antonino Gallo        | Palermo           | svincolato                                 |
| D        | Luca Rossettini       | Genoa             | definitivo                                 |
| D        | Luka Dumančić         | Juve Stabia       | fine prestito                              |
| D        | Cristian Dell'Orco    | Sassuolo          | prestito con diritto di riscatto           |
| D        | Andrea Rispoli        | Palermo           | svincolato                                 |
| C        | Radoslav Conev        | Viterbese         | fine prestito                              |
| C        | Giannelli Imbula      | Stoke City        | prestito con diritto e obbligo di riscatto |
| C        | Panagiotis Tachtsidis | Nottingham Forest | definitivo                                 |
| C        | Jevhen Šachov         | PAOK              | svincolato                                 |
| C        | Giuseppe Maimone      | Monopoli          | fine prestito                              |
| A        | Khouma El Babacar     | Sassuolo          | prestito con diritto di riscatto           |
| A        | Diego Farias          | Cagliari          | prestito con obbligo di riscatto           |
| A        | Gianluca Lapadula     | Genoa             | prestito con diritto di riscatto           |
| A        | Simone Lo Faso        | Palermo           | svincolato                                 |
| A        | Edgaras Dubickas      | Sicula Leonzio    | fine prestito                              |

| Cessioni | Cessioni             | Cessioni       | Cessioni                        |
| R.       | Nome                 | a              | Modalità                        |
| -------- | -------------------- | -------------- | ------------------------------- |
| P        | Joakim Milli         | Monopoli       | prestito                        |
| D        | Antonio Marino       | Venezia        | svincolato                      |
| D        | Cesare Bovo          |                | fine carriera                   |
| D        | Lorenzo Venuti       | Fiorentina     | fine prestito                   |
| C        | Giuseppe Maimone     | Sicula Leonzio |                                 |
| C        | Pedro Costa Ferreira | Teramo         | definitivo                      |
| C        | Luca Di Matteo       | Teramo         | svincolato                      |
| C        | Manuel Scavone       | Parma          | fine prestito                   |
| C        | Andrea Arrigoni      | Teramo         | svincolato                      |
| A        | Salvatore Caturano   | Virtus Entella | definitivo                      |
| A        | Davide Cavaliere     | -              | risoluzione consensuale         |
| A        | Simone Palombi       | Lazio          | fine prestito                   |
| A        | Stefano Pettinari    | Trapani        | prestito con diritto di opzione |
| A        | Andrea Saraniti      | Vicenza        | prestito                        |
| A        | Marco Tumminello     | Atalanta       | fine prestito                   |
| A        | Mattia Felici        | Palermo        | prestito                        |

### Trasferimenti tra le due sessioni di calciomercato
| Acquisti | Acquisti      | Acquisti   | Acquisti   |
| R.       | Nome          | da         | Modalità   |
| -------- | ------------- | ---------- | ---------- |
| D        | Giulio Donati | svincolato | definitivo |

| Cessioni | Cessioni  | Cessioni     | Cessioni                |
| R.       | Nome      | a            | Modalità                |
| -------- | --------- | ------------ | ----------------------- |
| C        | Thom Haye | ADO Den Haag | risoluzione consensuale |

### Sessione invernale(dal 2/1 al 31/1)
| Acquisti | Acquisti          | Acquisti   | Acquisti                         |
| R.       | Nome              | da         | Modalità                         |
| -------- | ----------------- | ---------- | -------------------------------- |
| P        | Joakim Milli      | Monopoli   | fine prestito                    |
| D        | Nehuén Paz        | Bologna    | prestito con diritto di opzione  |
| C        | Antonín Barák     | Udinese    | prestito                         |
| C        | Alessandro Deiola | Cagliari   | prestito con diritto di riscatto |
| C        | Riccardo Saponara | Fiorentina | prestito                         |

| Cessioni | Cessioni          | Cessioni           | Cessioni                                          |
| R.       | Nome              | a                  | Modalità                                          |
| -------- | ----------------- | ------------------ | ------------------------------------------------- |
| P        | Joakim Milli      | -                  | risoluzione consensuale                           |
| P        | Marco Bleve       | Catanzaro          | prestito                                          |
| D        | Romario Benzar    | Perugia            | prestito con diritto di riscatto                  |
| D        | Antonino Gallo    | Virtus Francavilla | prestito                                          |
| D        | Roberto Pierno    | Bitonto            | prestito                                          |
| D        | Luka Dumančić     | Gozzano            | prestito                                          |
| D        | Riccardo Fiamozzi | Empoli             | prestito biennale con obbligo di riscatto         |
| D        | Davide Riccardi   | Venezia            | prestito con opzione e contro-opzione di riscatto |
| C        | Andrea Tabanelli  | Frosinone          | definitivo                                        |
| C        | Radoslav Conev    | Monopoli           | prestito                                          |
| A        | Andrea La Mantia  | Empoli             | prestito con obbligo di riscatto                  |
| A        | Edgaras Dubickas  | Gubbio             | prestito                                          |
| A        | Simone Lo Faso    | Cesena             | definitivo                                        |

### Trasferimenti dopo la sessione invernale
A causa della straordinarietà originata dalla emergenza COVID-19, la quale ha spostato le ultime giornate di campionato ad una data successiva al naturale termine della stagione sportiva, la FIGC è intervenuta per dettare le linee guida sui legami in scadenza il 30 giugno 2020, stabilendo che l’estensione al 31 agosto 2020 della durata del tesseramento a titolo temporaneo della stagione 2019-2020 deve essere pattuita fra le parti mediante sottoscrizione di apposito modulo federale con una trattativa privata.
| Cessioni | Cessioni          | Cessioni | Cessioni                |
| R.       | Nome              | a        | Modalità                |
| -------- | ----------------- | -------- | ----------------------- |
| P        | Gianmarco Chironi | -        | scadenza del contratto  |
| C        | Giannelli Imbula  | -        | risoluzione consensuale |

## Risultati

### Serie A

#### Girone di andata
| Arbitro: | La Penna (Roma) |

|                                                |           |  |
| Brozović 21’ Sensi 24’ Lukaku 60’ Candreva 84’ | Marcatori |  |

| Arbitro: | Sacchi (Macerata) |

|  |           |             |
|  | Marcatori | 81’ Pessina |

| Arbitro: | Giua (Olbia) |

|                    |           |                             |
| Belotti 58’ (rig.) | Marcatori | 35’ Farias 73’ Mar. Mancosu |

| Arbitro: | Piccinini (Forlì) |

|                         |           |                                                  |
| Mar. Mancosu 61’ (rig.) | Marcatori | 28’, 82’ Llorente 40’ (rig.) L. Insigne 52’ Ruiz |

| Arbitro: | Rocchi (Firenze) |

|                  |           |                                                   |
| Di Francesco 17’ | Marcatori | 11’ (rig.), 73’ (rig.) Mar. Mancosu 47’ Calderoni |

| Arbitro: | Abisso (Palermo) |

|  |           |           |
|  | Marcatori | 56’ Džeko |

| Arbitro: | Di Bello (Brindisi) |

|                                    |           |             |
| D. Zapata 35’ Gómez 40’ Gosens 56’ | Marcatori | 86’ Lucioni |

| Arbitro: | Pasqua (Tivoli) |

|                           |           |                             |
| Çalhanoğlu 20’ Piątek 81’ | Marcatori | 62’ Babacar 90+2’ Calderoni |

| Arbitro: | Valeri (Roma) |

|                         |           |                   |
| Mar. Mancosu 56’ (rig.) | Marcatori | 50’ (rig.) Dybala |

| Arbitro: | Massa (Imperia) |

|               |           |             |
| Ramirez 90+2’ | Marcatori | 8’ Lapadula |

| Arbitro: | Ros (Pordenone) |

|                        |           |                           |
| Lapadula 18’ Falco 42’ | Marcatori | 35’ Toljan 85’ D. Berardi |

| Arbitro: | Manganiello (Pinerolo) |

|                                                          |           |                            |
| Correa 30’, 80’ Milinković-Savić 62’ Immobile 78’ (rig.) | Marcatori | 40’ Lapadula 85’ La Mantia |

| Arbitro: | Mariani (Aprilia) |

|                                     |           |                                      |
| Lapadula 83’ (rig.) Calderoni 90+1’ | Marcatori | 30’ (rig.) João Pedro 67’ Nainggolan |

| Arbitro: | Piccinini (Forlì) |

|  |           |               |
|  | Marcatori | 49’ La Mantia |

| Arbitro: | Rocchi (Firenze) |

|                         |           |                                  |
| Falco 60’ Tabanelli 70’ | Marcatori | 31’ Pandev 45+5’ (rig.) Criscito |

| Arbitro: | Irrati (Pistoia) |

|                                           |           |  |
| Chancellor 32’ Torregrossa 44’ Špalek 61’ | Marcatori |  |

| Arbitro: | Abisso (Palermo) |

|                          |           |                               |
| Babacar 85’ Farias 90+1’ | Marcatori | 43’, 66’ Orsolini 56’ Soriano |

| Arbitro: | Giua (Olbia) |

|  |           |             |
|  | Marcatori | 88’ De Paul |

| Arbitro: | Fabbri (Ravenna) |

|                            |           |  |
| Iacoponi 57’ Cornelius 72’ | Marcatori |  |

#### Girone di ritorno
| Arbitro: | Giacomelli (Trieste) |

|             |           |                |
| Mancosu 77’ | Marcatori | 72’ A. Bastoni |

| Arbitro: | Abisso (Palermo) |

|                                               |           |  |
| Dawidowicz 19’ Pessina 34’ Pazzini 87’ (rig.) | Marcatori |  |

| Arbitro: | Rocchi (Firenze) |

|                                                    |           |  |
| Deiola 11’ Barák 19’ Falco 64’ Lapadula 78’ (rig.) | Marcatori |  |

| Arbitro: | Giua (Olbia) |

|                        |           |                                    |
| Milik 48’ Callejón 90’ | Marcatori | 29’, 61’ Lapadula 82’ Mar. Mancosu |

| Arbitro: | Guida (Torre Annunziata) |

|                                   |           |             |
| Mar. Mancosu 41’ (rig.) Majer 66’ | Marcatori | 47’ Petagna |

| Arbitro: | Giacomelli (Trieste) |

|                                                |           |  |
| Ünder 13’ Mxit'aryan 37’ Džeko 69’ Kolarov 80’ | Marcatori |  |

| Arbitro: | Massa (Imperia) |

|                         |           |                                                                                    |
| Saponara 29’ Donati 40’ | Marcatori | 17’ (aut.) Donati 22’, 54’, 62’ D. Zapata 47’ Iličić 87’ Muriel 90+1’ Malinovs'kyj |

| Arbitro: | Valeri (Roma) |

|                         |           |                                                   |
| Mar. Mancosu 54’ (rig.) | Marcatori | 26’ Castillejo 55’ Bonaventura 57’ Rebić 72’ Leão |

| Arbitro: | Piccinini (Forlì) |

|                                                       |           |  |
| Dybala 53’ Ronaldo 62’ (rig.) Higuaín 83’ de Ligt 85’ | Marcatori |  |

| Arbitro: | Rocchi (Firenze) |

|                         |           |                                |
| Mar. Mancosu 50’ (rig.) | Marcatori | 40’ (rig.), 75’ (rig.) Ramírez |

| Arbitro: | Massa (Imperia) |

|                                                     |           |                                     |
| Caputo 5’ D. Berardi 63’ (rig.) Boga 78’ Müldür 83’ | Marcatori | 27’ Lucioni 67’ (rig.) Mar. Mancosu |

| Arbitro: | Maresca (Napoli) |

|                         |           |            |
| Babacar 30’ Lucioni 47’ | Marcatori | 5’ Caicedo |

| Cagliari 12 luglio 2020, ore 19:30 CEST 32ª giornata | Cagliari       | 0 – 0 referto | Lecce | Sardegna Arena (0 spett.)\| Arbitro: \| Orsato (Schio) \| |
| Arbitro:                                             | Orsato (Schio) |               |       |                                                           |

| Arbitro: | Guida (Torre Annunziata) |

|            |           |                                   |
| Šachov 88’ | Marcatori | 6’ Chiesa 38’ Ghezzal 40’ Cutrone |

| Arbitro: | Doveri (Roma) |

|                                |           |                  |
| Sanabria 7’ Gabriel 81’ (aut.) | Marcatori | 60’ Mar. Mancosu |

| Arbitro: | Maresca (Napoli) |

|                                |           |             |
| Lapadula 22’, 32’ Saponara 70’ | Marcatori | 63’ Dessena |

| Arbitro: | Calvarese (Teramo) |

|                                    |           |                              |
| Palacio 2’ Soriano 5’ Barrow 90+3’ | Marcatori | 45+2’ Mar. Mancosu 66’ Falco |

| Arbitro: | Orsato (Schio) |

|           |           |                                      |
| Samir 36’ | Marcatori | 40’ (rig.) Mar. Mancosu 81’ Lapadula |

| Arbitro: | Mariani (Aprilia) |

|                                        |           |                                                          |
| Barák 40’ Meccariello 45’ Lapadula 68’ | Marcatori | 11’ (aut.) Lucioni 24’ Caprari 52’ Cornelius 66’ Inglese |

### Coppa Italia
| Arbitro: | Abbattista (Molfetta) |

|                                      |           |  |
| Lapadula 4’, 76’ Falco 61’ Majer 81’ | Marcatori |  |

| Arbitro: | Giua (Olbia) |

|                                                          |           |            |
| Igor 18’ Paloschi 24’ Murgia 31’ Cionek 45’ Floccari 84’ | Marcatori | 55’ Imbula |

## Statistiche
Statistiche aggiornate al 2 agosto 2020.

### Statistiche di squadra
| Competizione | Punti | In casa | In casa | In casa | In casa | In casa | In casa | In trasferta | In trasferta | In trasferta | In trasferta | In trasferta | In trasferta | Totale | Totale | Totale | Totale | Totale | Totale | DR  |
| Competizione | Punti | G       | V       | N       | P       | Gf      | Gs      | G            | V            | N            | P            | Gf           | Gs           | G      | V      | N      | P      | Gf     | Gs     | DR  |
| ------------ | ----- | ------- | ------- | ------- | ------- | ------- | ------- | ------------ | ------------ | ------------ | ------------ | ------------ | ------------ | ------ | ------ | ------ | ------ | ------ | ------ | --- |
| Serie A      | 35    | 19      | 4       | 5       | 10      | 30      | 41      | 19           | 5            | 3            | 11           | 22           | 44           | 38     | 9      | 8      | 21     | 52     | 85     | -33 |
| Coppa Italia | -     | 1       | 1       | 0       | 0       | 4       | 0       | 1            | 0            | 0            | 1            | 1            | 5            | 2      | 1      | 0      | 1      | 5      | 5      | 0   |
| Totale       | -     | 20      | 5       | 5       | 10      | 34      | 41      | 20           | 5            | 3            | 12           | 23           | 49           | 40     | 10     | 8      | 22     | 57     | 90     | -32 |

### Andamento in campionato
| Giornata  | 1  | 2  | 3  | 4  | 5  | 6  | 7  | 8  | 9  | 10 | 11 | 12 | 13 | 14 | 15 | 16 | 17 | 18 | 19 | 20 | 21 | 22 | 23 | 24 | 25 | 26 | 27 | 28 | 29 | 30 | 31 | 32 | 33 | 34 | 35 | 36 | 37 | 38 |
| --------- | -- | -- | -- | -- | -- | -- | -- | -- | -- | -- | -- | -- | -- | -- | -- | -- | -- | -- | -- | -- | -- | -- | -- | -- | -- | -- | -- | -- | -- | -- | -- | -- | -- | -- | -- | -- | -- | -- |
| Luogo     | T  | C  | T  | C  | T  | C  | T  | T  | C  | T  | C  | T  | C  | T  | C  | T  | C  | C  | T  | C  | T  | C  | T  | C  | T  | C  | C  | T  | C  | T  | C  | T  | C  | T  | C  | T  | T  | C  |
| Risultato | P  | P  | V  | P  | V  | P  | P  | N  | N  | N  | N  | P  | N  | V  | N  | P  | P  | P  | P  | N  | P  | V  | V  | V  | P  | P  | P  | P  | P  | P  | V  | N  | P  | P  | V  | P  | V  | P  |
| Posizione | 20 | 19 | 18 | 18 | 14 | 17 | 18 | 17 | 16 | 16 | 16 | 16 | 17 | 15 | 15 | 15 | 16 | 17 | 17 | 17 | 17 | 17 | 17 | 16 | 16 | 18 | 18 | 18 | 18 | 18 | 17 | 18 | 18 | 18 | 18 | 18 | 18 | 18 |

Fonte:  Serie A – Classifica, su legaseriea.it.
Legenda:

Luogo: C = Casa; T = Trasferta. Risultato: V = Vittoria; N = Pareggio; P = Sconfitta.

### Statistiche dei giocatori
In corsivo i giocatori ceduti a stagione in corso.
| Giocatore      | Serie A  | Serie A | Serie A     | Serie A    | Coppa Italia | Coppa Italia | Coppa Italia | Coppa Italia | Totale   | Totale | Totale      | Totale     |
| Giocatore      | Presenze | Reti    | Ammonizioni | Espulsioni | Presenze     | Reti         | Ammonizioni  | Espulsioni   | Presenze | Reti   | Ammonizioni | Espulsioni |
| -------------- | -------- | ------- | ----------- | ---------- | ------------ | ------------ | ------------ | ------------ | -------- | ------ | ----------- | ---------- |
| K. Babacar     | 25       | 3       | 4           | 0          | 0            | 0            | 0            | 0            | 25       | 3      | 4           | 0          |
| A. Barák       | 16       | 2       | 0           | 0          | 0            | 0            | 0            | 0            | 16       | 2      | 0           | 0          |
| R. Benzar      | 3        | 0       | 0           | 0          | 2            | 0            | 0            | 0            | 5        | 0      | 0           | 0          |
| M. Bleve       | 0        | 0       | 0           | 0          | 0            | 0            | 0            | 0            | 0        | 0      | 0           | 0          |
| M. Calderoni   | 26       | 3       | 6           | 0          | 1            | 0            | 0            | 0            | 27       | 3      | 6           | 0          |
| G. Chironi     | 0        | 0       | 0           | 0          | 0            | 0            | 0            | 0            | 0        | 0      | 0           | 0          |
| R. Conev       | 0        | 0       | 0           | 0          | 0            | 0            | 0            | 0            | 0        | 0      | 0           | 0          |
| C. Dell'Orco   | 14       | 0       | 2           | 1          | 2            | 0            | 0            | 0            | 16       | 0      | 2           | 1          |
| A. Deiola      | 10       | 1       | 2           | 0          | 0            | 0            | 0            | 0            | 10       | 1      | 2           | 0          |
| G. Donati      | 20       | 1       | 4           | 0          | 0            | 0            | 0            | 0            | 20       | 1      | 4           | 0          |
| E. Dubickas    | 1        | 0       | 0           | 0          | 1            | 0            | 0            | 0            | 2        | 0      | 0           | 0          |
| L. Dumancic    | 0        | 0       | 0           | 0          | 0            | 0            | 0            | 0            | 0        | 0      | 0           | 0          |
| F. Falco       | 30       | 4       | 0           | 0          | 1            | 1            | 0            | 0            | 31       | 5      | 0           | 0          |
| D. Farias      | 18       | 2       | 1           | 1          | 1            | 0            | 0            | 0            | 19       | 2      | 1           | 1          |
| R. Fiamozzi    | 0        | 0       | 0           | 0          | 0            | 0            | 0            | 0            | 0        | 0      | 0           | 0          |
| Gabriel        | 34       | -76     | 3           | 0          | 1            | 0            | 0            | 0            | 35       | -76    | 3           | 0          |
| A. Gallo       | 0        | 0       | 0           | 0          | 0            | 0            | 0            | 0            | 0        | 0      | 0           | 0          |
| T. Haye        | 0        | 0       | 0           | 0          | 0            | 0            | 0            | 0            | 0        | 0      | 0           | 0          |
| G. Imbula      | 3        | 0       | 0           | 0          | 1            | 1            | 0            | 0            | 4        | 1      | 0           | 0          |
| A. La Mantia   | 12       | 2       | 1           | 0          | 1            | 0            | 0            | 0            | 13       | 2      | 1           | 0          |
| G. Lapadula    | 25       | 11      | 8           | 1          | 2            | 2            | 0            | 0            | 27       | 13     | 8           | 1          |
| S. Lo Faso     | 0        | 0       | 0           | 0          | 1            | 0            | 0            | 0            | 1        | 0      | 0           | 0          |
| F. Lucioni     | 36       | 3       | 8           | 1          | 1            | 0            | 0            | 0            | 37       | 3      | 8           | 1          |
| Ž. Majer       | 27       | 1       | 6           | 0          | 2            | 1            | 0            | 0            | 29       | 2      | 6           | 0          |
| M. Mancosu     | 33       | 14      | 3           | 0          | 0            | 0            | 0            | 0            | 33       | 14     | 3           | 0          |
| S. Maselli     | 0        | 0       | 0           | 0          | 1            | 0            | 0            | 0            | 1        | 0      | 0           | 0          |
| B. Meccariello | 14       | 1       | 2           | 0          | 0            | 0            | 0            | 0            | 14       | 1      | 2           | 0          |
| I. Monterisi   | 1        | 0       | 0           | 0          | 0            | 0            | 0            | 0            | 1        | 0      | 0           | 0          |
| N. Paz         | 13       | 0       | 3           | 0          | 0            | 0            | 0            | 0            | 13       | 0      | 3           | 0          |
| J. Petriccione | 31       | 0       | 10          | 0          | 2            | 0            | 0            | 0            | 33       | 0      | 10          | 0          |
| R. Pierno      | 3        | 0       | 0           | 0          | 0            | 0            | 0            | 0            | 3        | 0      | 0           | 0          |
| D. Riccardi    | 1        | 0       | 0           | 0          | 2            | 0            | 0            | 0            | 3        | 0      | 0           | 0          |
| A. Rispoli     | 28       | 0       | 6           | 0          | 1            | 0            | 0            | 0            | 29       | 0      | 6           | 0          |
| L. Rossettini  | 26       | 0       | 5           | 0          | 1            | 0            | 0            | 0            | 27       | 0      | 5           | 0          |
| J. Šachov      | 24       | 1       | 2           | 0          | 0            | 0            | 0            | 0            | 24       | 1      | 2           | 0          |
| R. Saponara    | 13       | 2       | 2           | 0          | 0            | 0            | 0            | 0            | 13       | 2      | 2           | 0          |
| A. Tabanelli   | 13       | 1       | 4           | 0          | 1            | 0            | 0            | 0            | 14       | 1      | 4           | 0          |
| P. Tachtsidīs  | 27       | 0       | 4           | 1          | 1            | 0            | 0            | 0            | 28       | 0      | 4           | 1          |
| B. Vera        | 8        | 0       | 0           | 0          | 1            | 0            | 0            | 0            | 9        | 0      | 0           | 0          |
| M. Vigorito    | 5        | -9      | 1           | 0          | 1            | -5           | 0            | 0            | 6        | -14    | 1           | 0          |

## Giovanili

### Organigramma
Tratto dal sito ufficiale
Management
- Direttore: Gennaro Delvecchio
- Segretario: Gianluca De Pascalis
- Responsabile medico-sanitario: Ciro Del Coco
- Medico sociale: Mauro Del Coco
- Medico sociale: Gabriele De Masi De Luca
- Medico sociale: Antonio Marzo
- Medico sociale: Marcello Mazzotta
- Fisioterapista: Simone Donato
- Fisioterapista: Michele Orlandini
- Fisioterapista: Alessio Trombetta
- Fisioterapista:  Alessio Volpe
- Match analyst: Ernesto Bruno
- Tutor scolastico: Giovanni Apollonio
- Magazziniere: Paolo Micelli
- Dirigente accompagnatore: Massimiliano Dell'Anna
- Dirigente accompagnatore: Antonio Sorino
- Dirigente accompagnatore: Marco Geusa
- Dirigente accompagnatore: Giuspeppe Nucci
- Dirigente accompagnatore: Gianpiero Tundo
- Dirigente accompagnatore: Giovanni Apollonio

Staff tecnico
- Primavera
  - Allenatore: Sebastiano Siviglia
  - Collaboratore tecnico: Stefano Melissano
  - Collaboratore tecnico: Alessandro Zinnari
  - Preparatore Atletico:  Paolo Redavid
- Under-17
  - Allenatore: Primo Maragliulo
  - Collaboratore tecnico: Luca Renna
  - Preparatore atletico: Raffaele Tumolo
- Under-16
  - Allenatore: Simone Schipa
  - Collaboratore tecnico: Antonio Manni
  - Preparatore atletico: De Pascalis Alberto
- Under-15
  - Allenatore: Vincenzo Mazzeo
- Collaboratore tecnico: Fabio Marrocco
- Preparatore atletico: Paolo Fontò
- Giovanissimi
  - Allenatore Giovanissimi regionali: Marco Piliego
  - Collaboratore tecnico Giovanissimi regionali: Davide Scollato
  - Allenatore Giovanissimi provinciali: Davide De Pandis
  - Collaboratore tecnico Giovanissimi provincialii: Angelo Mariano
- Pulcini
  - Allenatore: Flavio Ferocino
- Preparatori dei portieri: Francesco Garzilli, Diego Zaccardi